# Les Apprentissages de Boireau
Les Apprentissages de Boireau è un cortometraggio muto del 1907 diretto da Albert Capellani e Georges Monca. Era interpretato da André Deed che diventò famoso con il personaggio di Boireau (conosciuto in Italia come Cretinetti).

## Trama
Boireau è un ragazzo burrascoso che viene scacciato dalla scuola. Rimproverato dai suoi genitori, ha iniziato una serie di lavori che si sono rivelati un disastro: un produttore, un distributore e un barbiere.

## Produzione
Il film fu prodotto dalla Pathé Frères.

## Distribuzione
Distribuito dalla Pathé Frères, il film - un cortometraggio di 205 metri - uscì nelle sale francesi il 24 maggio 1907. Prese il titolo internazionale in inglese di Jim's Apprenticeship.